# Crocidura lasiura
Crocidura lasiura es una especie de musaraña de la familia de los soricidae.

## Distribución geográfica
Se encuentra en Asia. 